# Дан Светог Патрика
Дан Светог Патрика (St. Patrick’s Day), ирски национални празник, слави се 17. марта. Традиција прославе овог празника стара је више од 1.000 година и то је један од највеселијих верских празника. Слави се у Ирској, али и у другим крајевима света где живе Ирци.

## Легенда о Светом Патрику
Према легенди, Свети Патрик је донео хришћанство у Ирску. Живео је у петом веку и родом је био Британац по имену Сукат (Succat). Као дечака су га отели ирски пирати и продали га као роба. За шест година, колико је био у Ирској као роб, одлично је научио језик и обичаје ирског народа. Бог му се приказао и научио је да се моли и слуша божје поруке. Једне ноћи у сну је чуо речи: „Ево, твој брод је спреман” (Behold, your ship is ready) и знао је да је дошло време за бег. Успео је да се врати у Енглеску, родитељима, али је добио божански задатак да се врати у Ирску и упути ирски народ у хришћанство. За живота је саградио много цркава широм Ирске и покрстио велики број Ираца.
Интересантна је и легенда о томе да је Свети Патрик отерао све змије са острва. Истина је да на острву ни данас нема змија, али научници сматрају да ови гмизавци никада нису ни насељавали Ирску. Тумачење ове легенде је да она заправо говори о протеривању пагана. Чињеница је да се хришћанство као ватра ширило Ирском и да је 200 година након смрти Светог Патрика сво становништво овог острва било покрштено.

## Традиција
На Дан Светог Патрика, ирске породице ујутру традиционално иду у цркву, а поподне славе уз песму и плес. На овај дан прекида се пост на један дан, служи се пиво и традиционална ирска јела припремљена од сланине и купуса. Ово је изузетно весео празник. Зелена боја је доминантна при декорисању, а постоји и обичај да онога ко на себи нема нешто зелено свако дете има право да уштине.

### Симболи празника
Традиционални симболи празника Дан Светог Патрика су детелина са три листа (shamrock) и зелена боја. Један од обичаја је да се на дан празника драгим особама поклања накит са украсима у облику детелине, израђеним од смарагда, драгог камена изразито зелене боје.

#### Детелина са три листа
Још једна легенда говори о томе да је Свети Патрик, да би Ирцима објаснио смисао хришћанства, користио детелину, тако да је детелина са три листа у Ирској постала симбол Светог Тројства. Истина је нешто другачија. Детелина је тек у 17. веку постала симбол овог празника. До тада се носио крст Светог Патрика, специјално направљен за ту прилику. Детелина је у келтској митологији била света биљка и била је симбол поновног буђења пролећа.
Подељена су мишљења о томе која врста детелине је прави Shamrock. Предњачи мала детелина (Trifolium dubium или Trifolium minus), а за њом следе: бела детелина (Trifolium repens), ситна луцерка (Medicago lupilina), звездан (Lotus corniculatus), лесандра (Smyrnium olastrum) и киселица (Oxalis acetosella).

#### Зелена боја
Још 1681. године енглески путописац Томас Динели пише о прослави Дана Светог Патрика у Ирској. Између осталог напомиње да Ирци за ову прилику носе Келтске крстове, шешире ките зеленим тракама, а одећу листовима детелине. Крстове су углавном носила деца, која су их и правила, од папира или картона и украшавала их разнобојним тракама, са розетом од зелене свиле у центру. Зна се да је зелена боја повезана са Ирском бар од 1640, када је Ирска католичка конфедерација истакла своју зелену заставу са харфом, а поуздани подаци о употреби зелених трака и листова детелине на Дан Светог Патрика датирају још с краја 17. века.

## Савремени однос према празнику
У Ирској се Дан Светог Патрика традиционално сматра религиозном светковином и све до 1970. године законом је било забрањено угоститељским објектима да раде на тај дан. Почетком 1995. године ирска влада започела је кампању да се Дан Светог Патрика искористи као реклама за туризам и промоцију Ирске. Фестивал који се на Дан Светог Патрика организује у Дублину посети преко милион људи.
Дан Светог Патрика данас се слави широм света, а у САД добио нову димензију. На овај дан широм земље организују се параде, трке и сличне манифестације. Служи се јарко зелено пиво обојено јестивом бојом, што се у Ирској не може видети. У Чикагу и још неким америчким градовима се чак и река боји у зелено на пар сати.
Познати симбол је и Леприкон, мали брадати мушкарац обучен у зелено. У келтској традицији ови човечуљци су били мале злице, које су и виле избегавале. Према „легенди”, која је заправо смишљена у маркетиншке сврхе, ови мали човечуљци су обућари које је најлакше пронаћи ако се пратити звук њиховог чекића. А важно их је пронаћи и ухватити зато што једино они знају тајну локацију ћупа са златом.
- Зелена река у Чикагу
- Зелена вода у фонтани испред Беле куће
- Осветљена капија на Малти
- Осветљене зграде у Минхену
- Астронаут Крис Хадфилд честита Дан Св. Патрика из свемирске станице 2013. године

## Дан Светог Патрика у Србији
У Београду се од 2013. године прославља Дан Светог Патрика. Овај празник обележава се низом манифестација повезаних са ирском културом и традицијом (концерти, филмови, позоришне представе, изложбе и сл.), а поједини значајни објекти током ноћи осветљени су зеленом бојом.